# Yellowstone National Park
Yellowstone National Park is een nationaal park in de Verenigde Staten, hoofdzakelijk in Wyoming, maar met kleine gedeeltes in de aangrenzende staten Montana en Idaho. 
Yellowstone heeft een oppervlakte van 8983 km², waardoor het meteen ook een van de grootste nationale parken van de Verenigde Staten is. De gemiddelde hoogte in het park is 2440 meter. Het grootste gedeelte van het park in Wyoming bestaat uit bos. In het park leven vele diersoorten, waaronder bizons, herten, verschillende soorten beren, coyotes en wolven. Het park bevat ruim 800 kilometer verharde wegen en dubbel zoveel kilometers in wandelpaden. In het zuiden sluit Yellowstone aan op Grand Teton National Park.

## Geschiedenis
President Ulysses S. Grant bekrachtigde op 1 maart 1872 de Yellowstone National Park Protection Act waarbij het eerste nationaal park ter wereld werd opgericht. Dit gebeurde uit ecologische, recreatieve en nationalistische overwegingen. Directe aanleiding was het verslag van een geologische expeditie in 1871 onder leiding van Ferdinand Hayden, waaraan ook de fotograaf Jackson, de schilder Moran en de tekenaar Elliot deelnamen. Vooral van het beeldmateriaal was het Congres onder de indruk.
In januari 1883 werd een wet aangenomen die de meeste parkdieren beschermde, behalve wolven, coyotes, beren, poema's en kleine roofdieren.
Kort nadat in 1886 het Amerikaanse leger het park in beheer kreeg, verbood kapitein Moses Harris de publieke jacht. Het leger nam het beheer van de roofdierpopulatie zelf ter hand. Omstreeks 1926 waren vrijwel alle wolven uitgeroeid in Yellowstone.
De UNESCO plaatste het park in 1978 op de Werelderfgoedlijst.
In 1988 werd een gedeelte van het park door een grote natuurbrand verwoest.

## Vulkanisme
Onder Yellowstone bevindt zich een vulkanische hotspot. De supervulkaan onder het park komt gemiddeld elke 600.000 jaar tot een grote uitbarsting. Bij eerdere grote uitbarstingen bedekten asregens het hele middenwesten van de Verenigde Staten met een laag as. Een nieuwe uitbarsting van een dergelijke omvang zou niet alleen catastrofaal zijn voor de wijde omtrek van het park, maar kan ook een 'vulkanische winter' opleveren die op het gehele noordelijk halfrond nog jarenlang het leven ontwricht. De laatste grote uitbarsting dateert van meer dan 640.000 jaar geleden. Hoewel de potentiële apocalyptische gevolgen van een superuitbarsting tot de verbeelding spreken, is Yellowstone niet "over de datum" voor een superuitbarsting. Het is goed mogelijk dat een dergelijke uitbarsting nooit meer zal voorkomen in de regio van Yellowstone.
Bij de laatste grote uitbarsting ontstond de grootste vulkanische structuur in de omgeving: de Yellowstonecaldera, een caldera van 65 km die vrijwel het gehele park beslaat. Deze caldera overlapt gedeeltelijk met twee oudere caldera's wat verder naar het zuidwesten. Verder in die richting is het spoor van nog eerdere uitbarstingen tot in Nevada terug te vinden; een circa 800 kilometer lange en 70 kilometer brede vallei dwars door de Rocky Mountains laat zien hoe Noord-Amerika zich ten opzichte van de hotspot naar het zuidwesten bewogen heeft. De vallei zorgt voor een dominante windrichting uit het zuidwesten, wat een grote aanvoer van atmosferisch vocht afkomstig uit de Grote Oceaan tot gevolg heeft. Dit verklaart de naar verhouding enorme hoeveelheden neerslag (tot wel 3 meter sneeuw in de winter).

## Recreatie
Yellowstone is een van de populairste nationale parken van de Verenigde Staten en wordt sinds de jaren zestig jaarlijks bezocht door twee miljoen toeristen. Tijdens de zomerpieken werken er 3.700 concessiehouders in negen hotels, die zo 2.238 hotelkamers en vakantiehuisjes beschikbaar stellen voor gasten. Ze beheren ook benzinestations, winkels en de meeste kampeerterreinen. Nog 800 andere werknemers werken ofwel permanent ofwel op seizoensbasis voor de National Park Service.
Het park heeft ongeveer 10.000 warmwaterbronnen en meer dan 200 geisers in het Upper Geyser Basin, waarvan Old Faithful de beroemdste is. Deze geiser spuit om de 45 à 125 minuten, gemiddeld elke 92 minuten, een 45 meter hoge kolom van water en stoom omhoog. Sommige andere beroemde geisers spuiten maar eens per 6 tot 8 maanden, en er zijn geisers die al jaren niet meer gespoten hebben.
Naast deze attracties is het Yellowstone National Park ook beroemd vanwege zijn vele meren en rivieren. De bekendste meren en rivieren in het nationaal park zijn: het Yellowstonemeer, het Shoshonemeer, de Snake en de Yellowstone. Het Yellowstonemeer is 352 km² groot, waardoor varen en sportvissen er populair zijn.

## Faunabeheer
Ongeveer 40 jaar nadat de wolf in het park vrijwel uitgeroeid was, begonnen de opvattingen over fauna- en wildbeheer te veranderen. Men achtte grote predatoren als de wolf van belang voor een goed functionerend natuurlijk ecosysteem. De wolf werd vanaf 1974 een beschermde diersoort in de VS en na bijna 2 decennia voorbereiding omstreeks 1995 in het park geherintroduceerd.

## Afbeeldingen

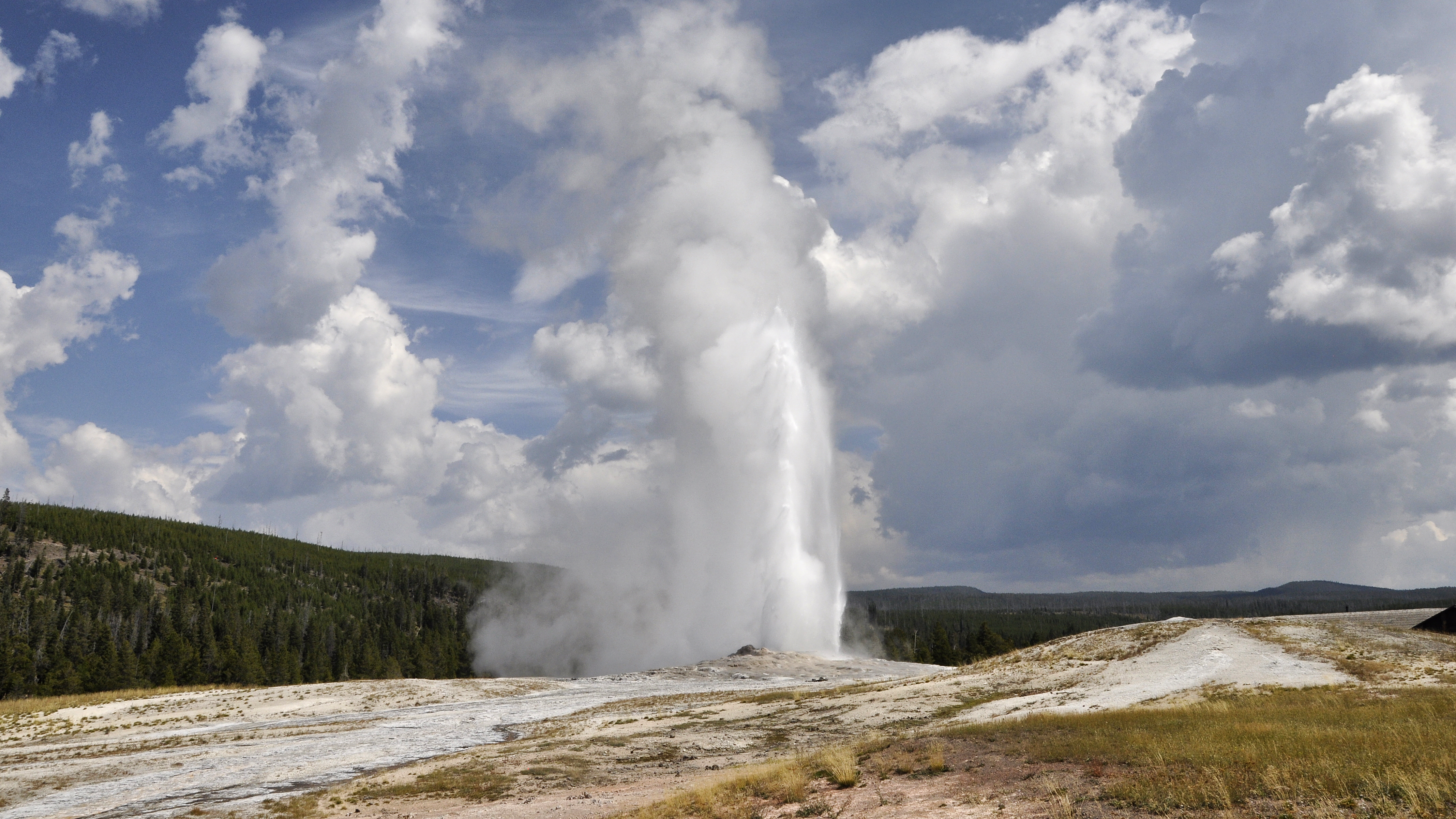
Old Faithful
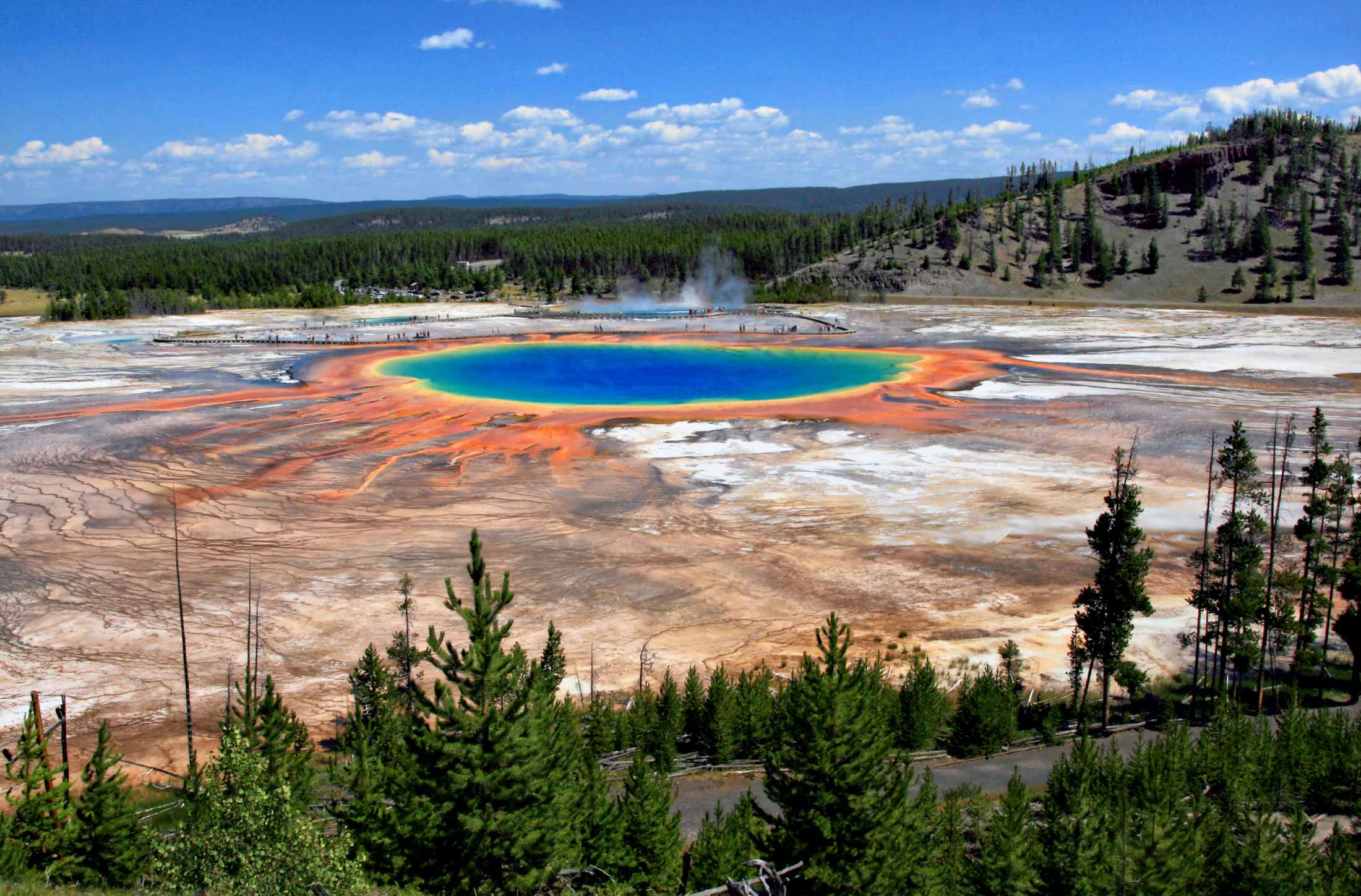
Grand Prismatic Spring
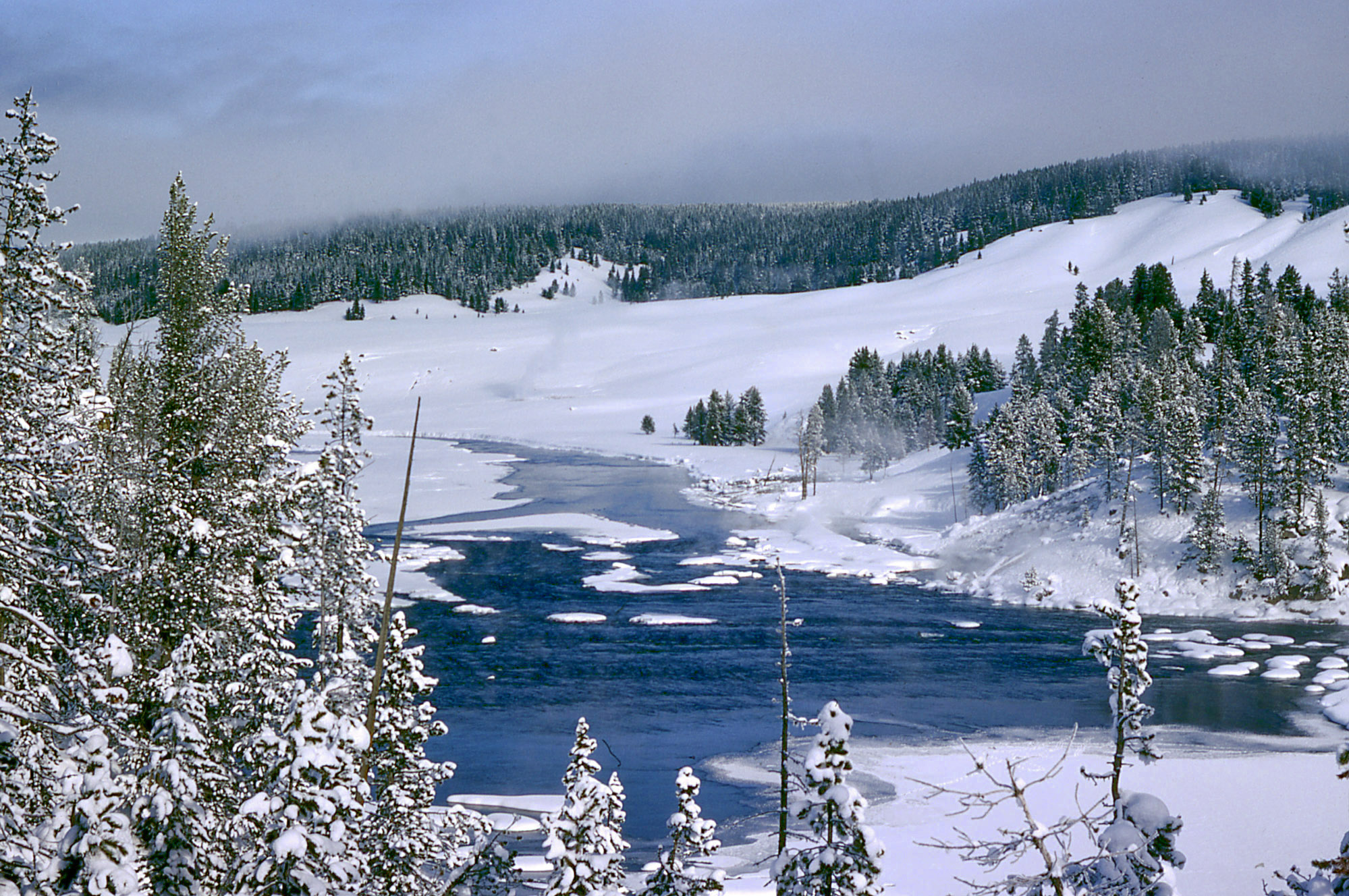
Yellowstone in de winter
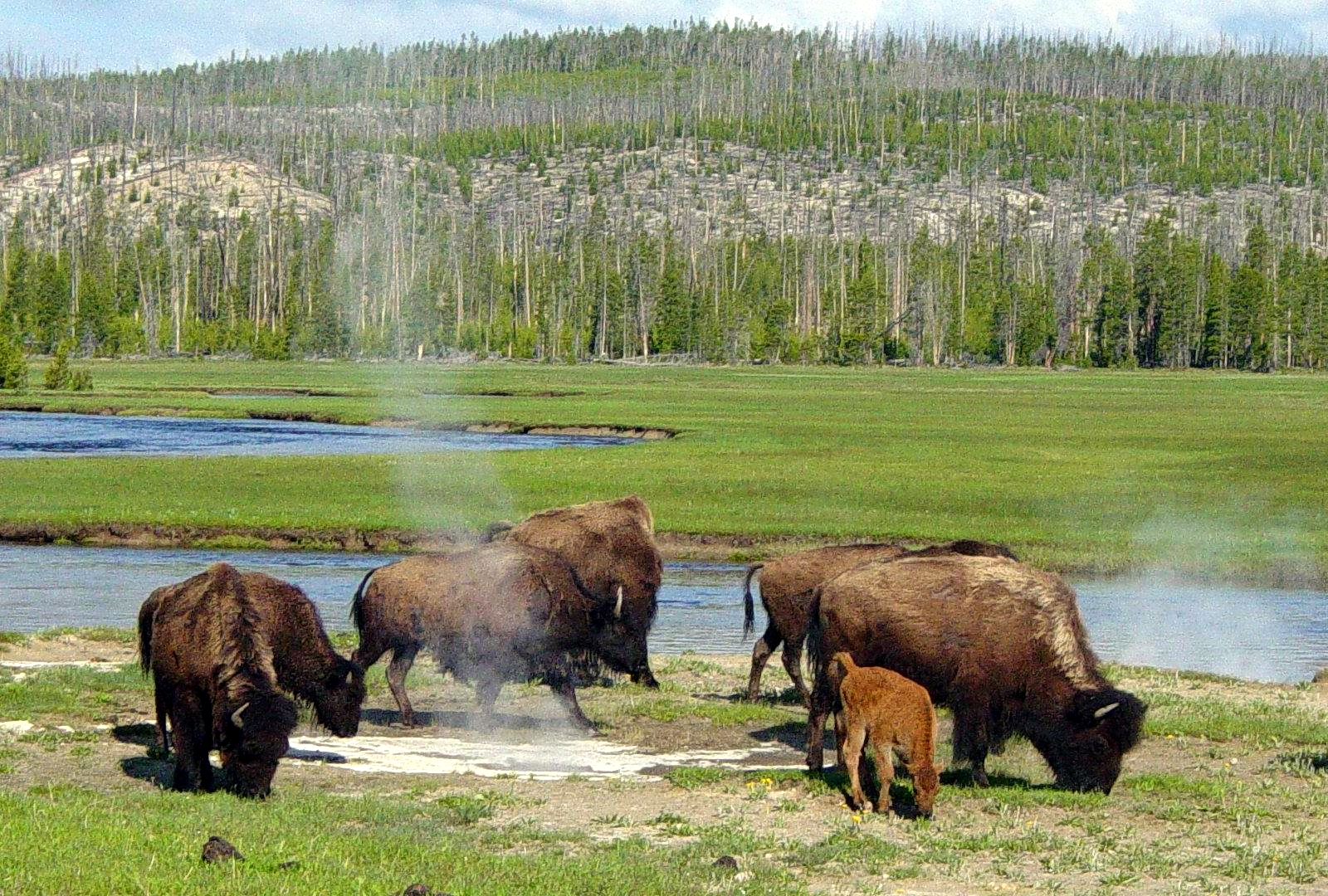
Bizons